# Płodność
Płodność – zdolność zwierząt do rozrodu.
- u samców ssaków – zdolność do wytwarzania plemników, dokonywania skoku na samicę, przeniesienia nasienia do dróg rodnych samicy;
- u samic ssaków – zdolność do wytwarzania komórek jajowych, zachodzenia w ciążę, donoszenia płodu

## Płodność u ludzi
Płodność u ludzi to zdolność do poczęcia istoty ludzkiej. Aktywizacja płodności następuje wraz z uaktywnieniem się czynności hormonalnych układu płciowego. Wykształcają się wtedy odmienne u chłopca i dziewczyny cechy budowy ciała, a także własności, umożliwiające współżycie seksualne. 
- Płodność mężczyzny zależy od prawidłowego przebiegu wytwarzania plemników, drożności dróg wyprowadzających nasienie oraz zdolności podjęcia współżycia płciowego. Przy zachowaniu tych warunków mężczyzna staje się potencjalnie płodny. Stan ten utrzymuje się od zakończenia dojrzewania biologicznego do późnej starości, dopóki zdrowe plemniki wytwarzane są w wystarczającej liczbie. Czynniki chorobotwórcze mogą spowodować zmniejszenie lub utratę płodności mężczyzny w każdym wieku. Zdolność prokreacyjna mężczyzny (w odróżnieniu od cyklicznej płodności kobiety) ma charakter stały.
- Płodność kobiety występuje od pokwitania do przekwitania. Realizacja płodności i prokreacji u kobiet wymaga zdolności do współżycia płciowego, zdolności do poczęcia dziecka, zdolności do zajścia w ciążę (rozwój zarodka w jajowodzie i zagnieżdżenie się go w macicy) oraz zdolności donoszenia płodu, a także zdolności urodzenia dziecka i wykarmienia go piersią. Kobieca płodność pojawia się cyklicznie (zob. Cykl miesiączkowy).

Na wspólny okres płodności kobiety i mężczyzny składa się długość życia komórki jajowej (do 24 godzin) oraz czas przeżycia plemników zdeponowanych w pochwie. Długość ich życia po wytrysku zależy od warunków panujących w drogach rodnych kobiety. Jeśli w pochwie nie ma śluzu szyjkowego, plemniki żyją od 0,5 do 24 godzin (w zależności od stopnia zakwaszenia środowiska w pochwie). Jeśli natomiast śluz szyjkowy jest obecny, plemniki mogą przetrwać około 72 godzin czyli trzy pełne doby. Realny jest również dłuższy czas przeżycia (do sześciu dni). Możliwość oczekiwania plemników na komórkę jajową sprawia, że szczyt płodności występuje kilka dni przed jajeczkowaniem.

Przeczytaj ostrzeżenie dotyczące informacji medycznych i pokrewnych zamieszczonych w Wikipedii.